# Erbeskopf

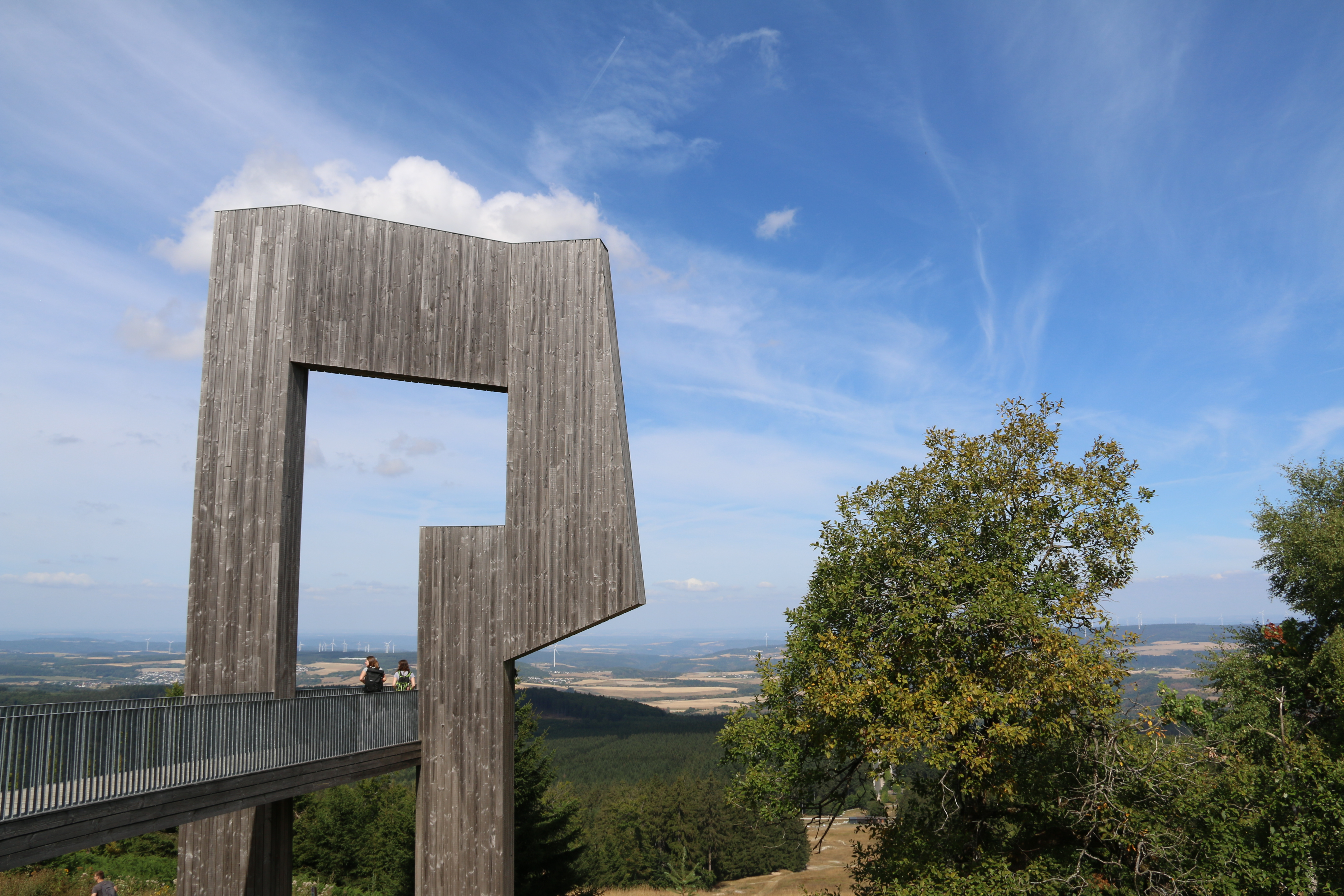
Uitzichttoren Windklang

De Erbeskopf is met zijn 816 m de hoogste berg van de Duitse deelstaat Rijnland-Palts en is gelegen in de Hunsrück aan de rand van Nationaal Park Hunsrück-Hochwald. Tevens vormt hij het hoogste Duitse punt op de linkeroever van de Rijn.

## Infrastructuur
Op de top bevindt zich een uitkijktoren met sculptuur Windklang, van waaruit men het Rijnlands leisteenplateau kan zien, dat naast de Hunsrück ook de Eifel, het Westerwald en de Taunus omvat.
Op de Erbeskopf is eveneens een vrijetijds- en wintersportcentrum aanwezig. In de wintermaanden zijn drie skiliften actief. Ook het bezoekerscentrum van Nationaal Park Hunsrück-Hochwald ligt aan de voet van de Erbeskopf.
Aan de voet van de Erbeskopf bevindt zich een (destijds geheime) bunker van de NAVO van waaruit de bewaking van het Europese luchtruim gebeurde tijdens de Koude Oorlog.